# جامع سمنان
جامع سمنان (بالفارسية: مسجد جامع سمنان) هو مسجد تاريخي يعود إلى عصر الدولة السلجوقية والدولة التيمورية، ويقع في سمنان.